# Trionfale (zone suburbaine de Rome)
Ne doit pas être confondu avec Trionfale.

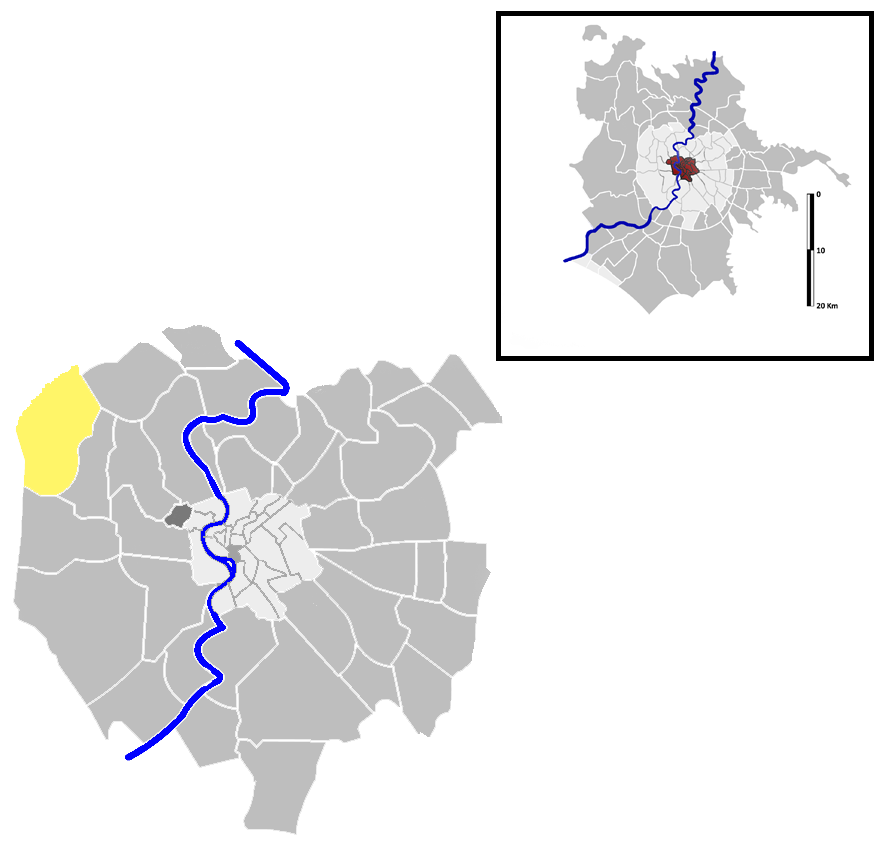
Localisation de la zone suburbaine de Trionfale sur la carte administrative de Rome.

Trionfale est une suburbi (zone suburbaine) située à l'ouest de Rome en Italie prenant son nom du quartier Trionfale. Elle est désignée dans la nomenclature administrative par S.X et fait partie des Municipio XVIII et XIX. Sa population est de 18 604 habitants répartis sur une superficie de 11,08 km2.

## Lieux particuliers
- Église Santi Patroni Martiri di Selva Candida
- Église Natività di Maria Santissima